# Военни действия
Военни действия (на английски: act of war, дословно – акт на война) е организирано използване (действия) на въоръжените сили (ВС) на държавата за изпълнение на поставените пред тях задачи (т.е. водене на война на стратегическо равнище), т.е. стълкновение между въоръжените сили на противоборстващи си държави (коалиции на държави).

## Състав
| „                                       | „Всяка война се състои от една или няколко кампании, всяка кампания – от една или няколко операции, представляващи известен завършен период, от стратегическото разгръщане на армиите на изходната линия на операцията до окончателния край на операцията чрез победоносен бой на полесражението, ако боят е предопределен от обкръжение на разбитата армия, а в противен случай – чрез енергично използване на удържана победа с преследване на полесражението и на театъра на военните действия“ | “ |
| професорът по стратегия, Хенрих А. Леер | |   |

- Военна кампания – съвкупност от операции, обединени от обща стратегическа цел.
- Операция – съвкупност от битки, сражения и боеве, обединени от обща стратегическа (оперативно-стратегическа) цел.
- Главен удар – понятие от военната стратегия, обозначаващо решителни военни действия (бойни действия) на главната група войски или сили на флота. Главният удар се нанася в направление, което има за цел разгрома на войските (силите) на врага и постигане на позиции за крайната цел на боя.
- Битка – съвкупност от сражения и боеве, обединени от обща оперативно-стратегическа цел.
- Сражение – съвкупност от боеве, обединени от обща оперативно-стратегическа цел или тактически цели.
- Бой или Бойни действия на формирования, родове войски, видове въоръжени сили или отделни родове войски (сили).
- Единоборство – стълкновение между военнослужещи.

## Видове
- настъпление – основен вид военни действия, основан на настъпателни (атакуващи) действия на въоръжените сили. Използва се за разгромяване на противника (унищожаването на живата сила, военната техника, обектите на инфраструктурата) и овладяване на важните райони, рубежи и обекти на територията на противника;
- отбрана – основен вид военни действия, основан на отбранителни (защитни) действия на въоръжените сили. Използва се с цел да се попречи или спре настъпление на противника, да се удържат важните райони, рубежи и обекти на собствена територия, да се създадат условия за преминаване в настъпление и с други цели;

## Характер
В съвремието военните действия се характеризират със следните черти:
- решителност на целите;
- голям пространствен размах;
- висока маневреност;
- динамичност;
- оперативност.

## Осигуряване (обезпечение)
Това е комплекс мероприятия, насочени:
- към поддържане войските (силите) във висока бойна готовност;
- към съхраняване боеспособността на войските (силите);
- към создание благоприятных условий для организованного и своевременного вступления в бой и успешного выполнения поставленных задач;
- към воспрещение или предупреждение внезапного нападения противника, снижение эффективности его ударов;

То включва:
- оперативното осигуряване (обезпечение);
- специално-техническото осигуряване (обезпечение);
- тиловото осигуряване (обезпечение);